# Гайовники
Гайовники (пол. Hajowniki) — село в Польщі, у гміні Скербешів Замойського повіту Люблінського воєводства. Населення — 131 особа (2011).

## Історія
За даними етнографічної експедиції 1869—1870 років під керівництвом Павла Чубинського, у селі переважно проживали римо-католики, проте населення здебільшого розмовляло українською мовою.
За німецької окупації у селі діяла українська школа.
У 1975—1998 роках село належало до Замойського воєводства.

## Демографія
Демографічна структура станом на 31 березня 2011 року:
|          | Загалом | Допрацездатний вік | Працездатний вік | Постпрацездатний вік |
| -------- | ------- | ------------------ | ---------------- | -------------------- |
| Чоловіки | 64      | 12                 | 34               | 18                   |
| Жінки    | 67      | 12                 | 28               | 27                   |
| Разом    | 131     | 24                 | 62               | 45                   |